# Élections municipales de 2008 en Eure-et-Loir
 (mai 2020).
Si vous disposez d'ouvrages ou d'articles de référence ou si vous connaissez des sites web de qualité traitant du thème abordé ici, merci de compléter l'article en donnant les références utiles à sa vérifiabilité et en les liant à la section « Notes et références ».
Les élections municipales de 2008 en Eure-et-Loir se déroulent, comme dans le reste de la France, les 9 et 16 mars 2008.
Les informations suivantes concernent les seules communes de plus de 3 500 habitants situées dans le département d'Eure-et-Loir. Pour connaître les résultats des élections municipales françaises de 2008 dans une autre commune, il convient de consulter l'article consacré à cette commune, ou bien le site du ministère de l'intérieur.

## Résultats dans les communes de plus de3 500 habitants

### Auneau
- Maire sortant : Michel Scicluna (SE)
- 27 sièges à pourvoir au conseil municipal
- 8 sièges à pourvoir au conseil communautaire (CC Beauce Alnéloise)

|                          | Michel Scicluna *       | DVD            | 892   | 63,71  | 22 | 7 |  |  |
|                          | Jean-François Angellier | Divers         | 508   | 36,29  | 5  | 1 |  |  |
|                          |                         |                |       |        |    |   |  |  |
| Inscrits                 | Inscrits                | Inscrits       | 2 449 | 100,00 |    |   |  |  |
| Abstentions              | Abstentions             | Abstentions    | 925   | 37,77  |    |   |  |  |
| Votants                  | Votants                 | Votants        | 1 524 | 62,23  |    |   |  |  |
| Blancs et nuls           | Blancs et nuls          | Blancs et nuls | 124   | 8,14   |    |   |  |  |
| Exprimés                 | Exprimés                | Exprimés       | 1 400 | 91,86  |    |   |  |  |
| * Liste du maire sortant |                         |                |       |        |    |   |  |  |

### Bonneval
- Maire sortant : Joël Billard (UMP)
- 27 sièges à pourvoir au conseil municipal
- 6 sièges à pourvoir au conseil communautaire (CC du Bonnevalais)

|                          | Joël Billard * | UMP-UDI        | 1 307 | 100.00 | 27 | 6 |  |  |
|                          |                |                |       |        |    |   |  |  |
| Inscrits                 | Inscrits       | Inscrits       | 3 106 | 100,00 |    |   |  |  |
| Abstentions              | Abstentions    | Abstentions    | 1021  | 32,87  |    |   |  |  |
| Votants                  | Votants        | Votants        | 2 085 | 67,13  |    |   |  |  |
| Blancs et nuls           | Blancs et nuls | Blancs et nuls | 778   | 37,31  |    |   |  |  |
| Exprimés                 | Exprimés       | Exprimés       | 1 307 | 62,69  |    |   |  |  |
| * Liste du maire sortant |                |                |       |        |    |   |  |  |

### Brou
- Maire sortant : Philippe Masson (UDI)
- 23 sièges à pourvoir au conseil municipal
- 8 sièges à pourvoir au conseil communautaire (CC du Grand Châteaudun)

|                          | Philippe Masson * | DVD            | 1 176 | 63,81  | 22 | 7 |  |  |
|                          | Michel Lallet     | DVG            | 667   | 36,19  | 5  | 1 |  |  |
|                          |                   |                |       |        |    |   |  |  |
| Inscrits                 | Inscrits          | Inscrits       | 2 708 | 100,00 |    |   |  |  |
| Abstentions              | Abstentions       | Abstentions    | 751   | 27,73  |    |   |  |  |
| Votants                  | Votants           | Votants        | 1 957 | 72,27  |    |   |  |  |
| Blancs et nuls           | Blancs et nuls    | Blancs et nuls | 114   | 5,83   |    |   |  |  |
| Exprimés                 | Exprimés          | Exprimés       | 1 843 | 94,14  |    |   |  |  |
| * Liste du maire sortant |                   |                |       |        |    |   |  |  |

### Chartres
- Maire sortant : Jean-Pierre Gorges (UMP)
- 44 sièges à pourvoir au conseil municipal

| Tête de liste            | Tête de liste       | Liste          | Premier tour | Premier tour | Second tour | Second tour | Sièges | Sièges |
| Tête de liste            | Tête de liste       | Liste          | Voix         | %            | Voix        | %           | CM     | CC     |
| ------------------------ | ------------------- | -------------- | ------------ | ------------ | ----------- | ----------- | ------ | ------ |
|                          | Jean-Pierre Gorges* | UMP            | 7 039        | 46,12        | 8 640       | 56,26       | 34     | ?      |
|                          | Françoise Vallet    | PS             | 4 464        | 29,25        | 6 716       | 43,74       | 9      | ?      |
|                          | Éric Chevée         | MoDem          | 2 097        | 13,74        |             |             |        |        |
|                          | Claude Simon        | PCF            | 693          | 4,54         |             |             |        |        |
|                          | Mathieu Bretillard  | DVD            | 411          | 2,69         |             |             |        |        |
|                          | Bernard Farion      | DVG            | 403          | 2,64         |             |             |        |        |
|                          | Stéphanie Delile    | EXG            | 157          | 1,03         |             |             |        |        |
|                          |                     |                |              |              |             |             |        |        |
| Inscrits                 | Inscrits            | Inscrits       | 24 758       | 100,00       | 24 759      | 100,00      |        |        |
| Abstentions              | Abstentions         | Abstentions    | 9 227        | 37,27        | 8 846       | 35,73       |        |        |
| Votants                  | Votants             | Votants        | 15 531       | 62,73        | 15 913      | 64,27       |        |        |
| Blancs et nuls           | Blancs et nuls      | Blancs et nuls | 267          | 1,72         | 557         | 3,50        |        |        |
| Exprimés                 | Exprimés            | Exprimés       | 15 246       | 98,28        | 15 356      | 96,50       |        |        |
| * Liste du maire sortant |                     |                |              |              |             |             |        |        |

### Maintenon
- Maire sortant : Michel Bellanger
- 27 sièges à pourvoir au conseil municipal (population légale 2007 : 4 540 habitants)
- 9 sièges à pourvoir au conseil communautaire (communauté de communes des Terrasses et Vallées de Maintenon)

|                          | Michel Bellanger * | DVD            | 1 243 | 66,08  | 23 | 8 |  |  |
|                          | David Aumont       | DVG            | 638   | 33,92  | 4  | 1 |  |  |
|                          |                    |                |       |        |    |   |  |  |
| Inscrits                 | Inscrits           | Inscrits       | 3 261 | 100,00 |    |   |  |  |
| Abstentions              | Abstentions        | Abstentions    | 1 322 | 40,54  |    |   |  |  |
| Votants                  | Votants            | Votants        | 1 939 | 59,46  |    |   |  |  |
| Blancs et nuls           | Blancs et nuls     | Blancs et nuls | 58    | 2,99   |    |   |  |  |
| Exprimés                 | Exprimés           | Exprimés       | 1 881 | 97,01  |    |   |  |  |
| * Liste du maire sortant |                    |                |       |        |    |   |  |  |